# Palaeaspilates quieta
Palaeaspilates quieta là một loài bướm đêm trong họ Geometridae.